# Igreja de São André de Loreto-di-Casinca
A Igreja de São André de Loreto-di-Casinca é uma igreja católica barroca em Loreto-di-Casinca, Haute-Córsega, na ilha de Córsega. O edifício foi classificado como Monumento Histórico em 1976.